# The Misanthrope
Pour les articles homonymes, voir Misanthrope (homonymie).
Albums de Darkest Hour
The Prophecy Fulfilled
(1998)
The Misanthrope est le premier EP du groupe de Metalcore américain Darkest Hour, paru en 1996 sur le label Death Truck Records.

## Liste des chansons
| No | Titre                        | Paroles | Musique | Durée |
| -- | ---------------------------- | ------- | ------- | ----- |
| 1. | Vise                         |         |         | 5:31  |
| 2. | Looking Forward (to the End) |         |         | 3:46  |
| 3. | The Misanthrope              |         |         | 4:18  |
| 4. | Fathom                       |         |         | 5:37  |
| 5. | Keepsake 23                  |         |         | 6:19  |
| 6. | Crossroads                   |         |         | 3:50  |

## Composition du groupe
- Mike Scheilbaum : guitare
- John Henry : chants
- Matt Maben : batterie
- Raul Margoya : basse